# Guerra do Uruguai
A Guerra do Uruguai, também referida como Guerra contra Aguirre, e denominada pela historiografia uruguaia como Invasão brasileira de 1864, ocorreu de 10 de agosto de 1864 até 20 de fevereiro de 1865 e foi travada entre o governante Partido Blanco do Uruguai e uma aliança que consistia no Império do Brasil e o Partido Colorado. Desde a sua independência, o Uruguai tinha sido devastado por lutas constantes entre as facções colorada e branca, cada uma tentando conquistar e manter o poder. O líder colorado Venancio Flores lançou a Cruzada Libertadora em 1863, uma insurreição que visava derrubar Bernardo Berro, que presidia um governo de coalizão (fusionista) entre colorados e blancos. Flores foi ajudado pela Argentina, cujo presidente Bartolomé Mitre lhe forneceu suprimentos, voluntários argentinos e transporte fluvial para as tropas.
O movimento fusionista ruiu quando os colorados abandonaram a coalizão para se juntar aos soldados de Flores. A guerra civil uruguaia rapidamente se transformou, tornando-se uma crise de âmbito internacional que desestabilizou toda a região. Mesmo antes da rebelião colorada, os blancos dentro do fusionismo buscaram uma aliança com o ditador paraguaio Francisco Solano López. O governo blanco agora exclusivamente de Berro também recebeu apoio de federalistas argentinos, que se opunham a Mitre e seus unitários. A situação deteriorou-se quando o Império do Brasil foi arrastado para o conflito. Quase um quinto da população uruguaia era considerada brasileira. Alguns se juntaram à rebelião de Flores, estimulados pelo descontentamento com as políticas governamentais dos blancos, que consideravam prejudiciais aos seus interesses. O Brasil finalmente decidiu intervir no caso uruguaio para restabelecer a segurança das suas fronteiras no sul e sua ascendência regional.
Em abril de 1864, o Brasil enviou o ministro plenipotenciário José Antônio Saraiva para negociar com Atanasio Aguirre, que tinha sucedido Berro no Uruguai. Saraiva fez uma primeira tentativa de resolver a diferença entre blancos e colorados. Confrontado com a intransigência de Aguirre em relação às demandas de Flores, o diplomata brasileiro abandonou o esforço e ficou do lado dos colorados. Em 10 de agosto de 1864, depois que um ultimato brasileiro foi recusado, Saraiva declarou que os militares do Brasil começariam represálias severas. O Brasil se recusou a reconhecer um estado formal de guerra e, durante a maior parte de sua duração, o conflito armado uruguaio–brasileiro foi uma guerra não declarada.
Em uma ofensiva combinada contra redutos dos blancos, as tropas brasileiras–coloradas avançaram pelo território uruguaio, tomando uma cidade após a outra. Posteriormente, os blancos ficaram isolados em Montevidéu, a capital nacional. Diante de uma derrota certa, o governo blanco capitulou em 20 de fevereiro de 1865. A guerra de curta duração teria sido considerada um sucesso para os interesses brasileiros e argentinos. Porém a intervenção do Paraguai em apoio aos blancos (com ataques a províncias brasileiras e argentinas) provocou a longa e custosa Guerra do Paraguai.

## Guerra Civil Uruguaia

### Conflitos blancos-colorados
A República Oriental do Uruguai, na América do Sul, tinha sido, desde a sua independência em 1828, perturbada por conflitos entre o Partido Blanco e o Partido Colorado. Eles não eram partidos políticos, no sentido moderno, mas facções que se envolviam em rebeliões mortíferas sempre que o outro dominava o governo. A nação estava profundamente dividida entre os lados colorado e blanco. Estes grupos partidários formaram-se na década de 1830 e surgiram a partir de relações clientelistas promovidas por caudilhos locais nas cidades e no campo. Em vez de uma unidade baseada em sentimentos nacionalistas comuns, cada um tinha diferentes objetivos e lealdades correspondentes aos seus respectivos quadros políticos insulares.
O Uruguai tinha uma densidade populacional muito baixa e um governo fraco. Os cidadãos comuns foram obrigados pelas circunstâncias a procurar a proteção de proprietários — caudilhos locais que eram colorados ou blancos e que usavam seus trabalhadores, em sua maioria cavaleiros gaúchos, como exército particular. As guerras civis entre as duas facções eram brutais. Táticas duras produziram a crescente alienação entre os grupos, e incluíam a apreensão de terra, o confisco do gado e execuções. O antagonismo causado pelas atrocidades, juntamente com as lealdades familiares e os laços políticos, fizeram da reconciliação algo impensável. Imigrantes europeus, que vieram em grande número durante a segunda metade do século XIX, foram atraídos para um partido ou outro; ambas as partes tinham asas liberais e conservadoras, de modo que os pontos de vista sociais e políticos dos recém-chegados poderiam ser conciliados com qualquer um. Os blocos rivais impediam o desenvolvimento de uma administração central nacional amplamente apoiada.

### Cruzada Libertadora de 1863

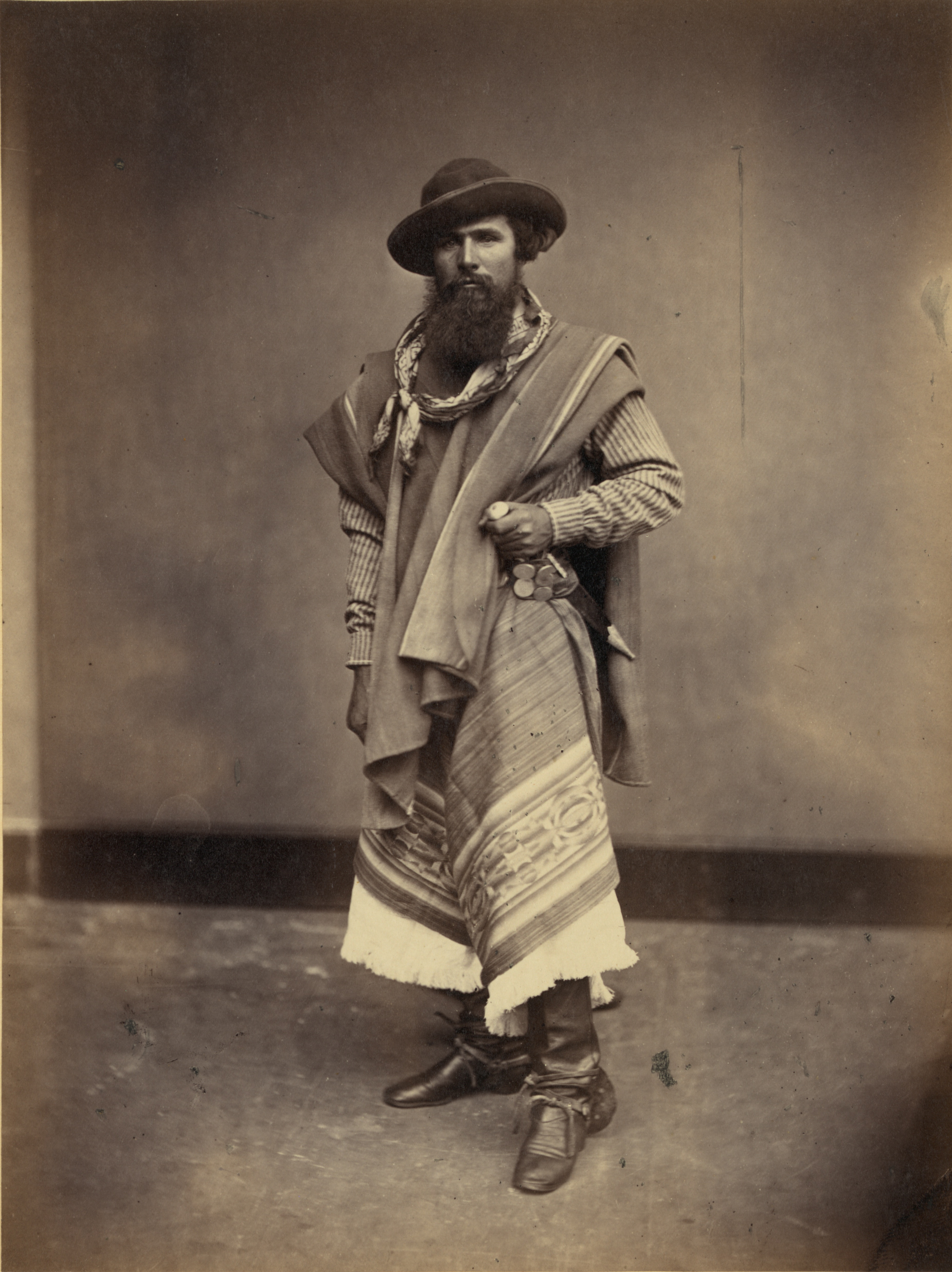
Cavaleiros gaúchos foram usados como milicianos por caudilhos da região platina

Na segunda metade da década de 1850, os principais membros do grupo colorado e do blanco tentaram uma reconciliação. Com a aprovação de muitos membros de ambas as partes, foram feitos esforços para a implementação de políticas "fusionistas", que começaram a mostrar resultados em cooperações nas esferas governamentais e militares. A tentativa de resolver o cisma sofreu um revés em 1858, quando os reacionários do Partido Colorado rejeitaram o plano. A revolta foi derrubada por Gabriel Pereira, ex-presidente colorado e do Uruguai, sob o governo fusionista. Os líderes rebeldes foram executados em Paso de Quinteros ao longo do rio Negro, o que provocou novos conflitos. Os colorados suspeitavam que o fusionismo promovesse os objetivos dos blancos em seu prejuízo e chamaram os mortos de "mártires de Quinteros", que deveriam ser vingados.
Com as fraquezas internas do fusionismo agora expostas, os colorados moveram-se para afastar os seus apoiadores do governo. Seu líder, o brigadeiro-general Venancio Flores, um caudilho e um dos primeiros defensores do fusionismo, viu-se sem meios militares suficientes para montar uma revolta sustentada e recorreu à Argentina para pedir uma intervenção.
A Argentina era uma nação fragmentada (desde a queda do ditador argentino Juan Manuel de Rosas, em 1852), com a Confederação Argentina e o Estado de Buenos Aires brigando por supremacia. Flores se aproximou do Ministro da Guerra de Buenos Aires, Bartolomé Mitre, concordando em dar o apoio dos colorados a Buenos Aires em troca de assistência argentina subsequente na sua luta contra o governo fusionista em Montevidéu. Flores e suas unidades coloradas serviram Buenos Aires com determinação feroz. Eles tiveram um papel decisivo na Batalha de Pavón em 17 de setembro de 1861, em que a confederação foi derrotada e toda a Argentina foi reunificada sob o governo de Buenos Aires.
No cumprimento de seu compromisso, o presidente argentino Bartolomé Mitre forneceu à milícia colorada unidades voluntárias argentinas e suprimentos para serem transportados a bordo de embarcações argentinas ao Uruguai em maio e junho de 1863. Navios da marinha argentina mantiveram navios de guerra uruguaios longe da operação. De volta à sua terra natal, Flores pediu a derrubada do governo constitucional, até essa data liderado por Bernardo Berro. Flores acusou o governo de Montevidéu de ter simpatias com os blancos e emoldurou sua "Cruzada Libertadora" (como ele chamava sua rebelião) nos termos familiares de uma luta dos colorados contra os blancos. Colorados de áreas rurais aderiram aos desertores do serviço militar em resposta ao seu apelo.

## Crise internacional

### Laços paraguaio–blanco

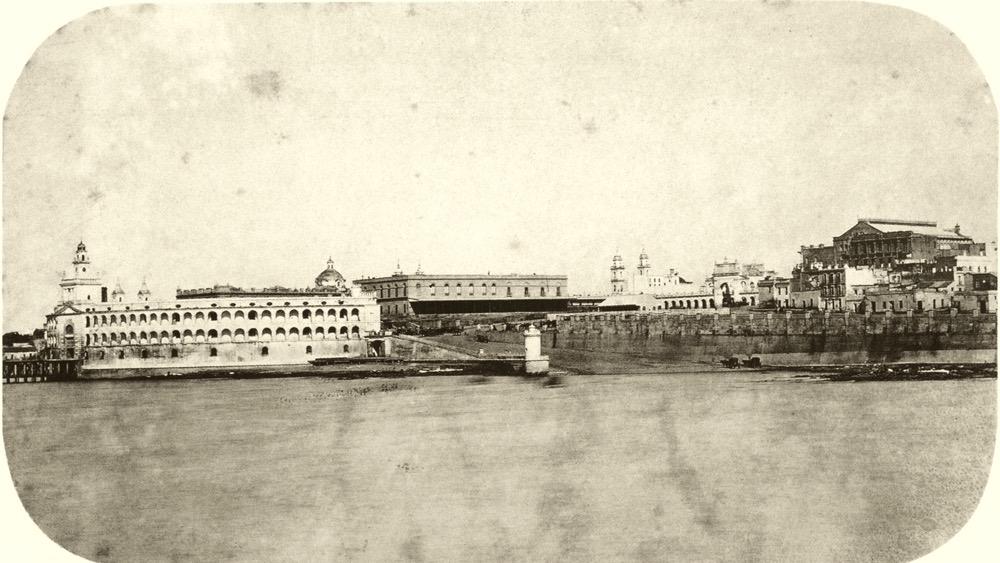
Buenos Aires, capital da Argentina, 1864

Embora os colorados tivessem desertado para a insurgência de Flores, a Guarda Nacional continuou a apoiar o governo fusionista. Partidários dos blancos preencheram os postos vagos. Eles também substituíram oficiais do exército que haviam desertado para Flores. Os blancos receberam ajuda de vários Federalistas argentinos que se juntaram a sua causa. Como no Uruguai, a Argentina tinha sido um campo de batalha de partidos rivais, e a vitória de Bartolomé Mitre em Pavón em 1861 havia sinalizado o triunfo do seu Partido Unitário sobre o Partido Federal liderado por Justo José de Urquiza. Mitre negou qualquer envolvimento na rebelião de Flores, apesar de sua cumplicidade ser muito conhecida e dada como certa.
As relações entre Argentina e Uruguai se agravaram, e os dois países chegaram perto de declarar guerra um contra o outro, embora nenhum dos dois pudesse arcar com um conflito militar direto. A Argentina tinha recentemente saído de uma longa guerra civil, e ainda estava lutando para reprimir uma rebelião Federalista na sua província de La Rioja. O Uruguai era muito fraco militarmente para se envolver em uma luta sem ajuda.
Desde 1862, os blancos haviam feito contatos repetidos com o Paraguai, governado pelo ditador Carlos Antonio López, em uma tentativa de forjar uma aliança que poderia alavancar os interesses de ambos na região platina. Após a morte de Carlos Antonio López, seu filho Francisco Solano López o sucedeu como ditador paraguaio. Ao contrário do velho López, que se esforçou para evitar alianças onerosas, Solano recebeu as propostas dos blancos com entusiasmo. Ele acreditava que a Argentina estava trabalhando para a anexação de Uruguai e Paraguai, com o objetivo de recriar o Vice-Reino do Rio da Prata, a antiga colônia espanhola que, uma vez, englobou os territórios dos três países. Solano López, já em 1855, expressou essa preocupação, comentando com o uruguaio Andrés Lamas que "a ideia de reconstruir [o antigo vice-reinado] está na alma dos argentinos e, como resultado, não é apenas o Paraguai que precisa ficar de guarda: o seu país, a República Oriental [do Uruguai], tem que se aproximar do meu, a fim de se preparar para quaisquer eventualidades". No final de 1863, Solano López mobilizava seu exército e estava em negociações com Urquiza, o líder dos dissidentes federalistas argentinos, para convencê-lo a juntar-se à proposta aliança do Paraguai–Uruguai.

### Brasil e a guerra civil

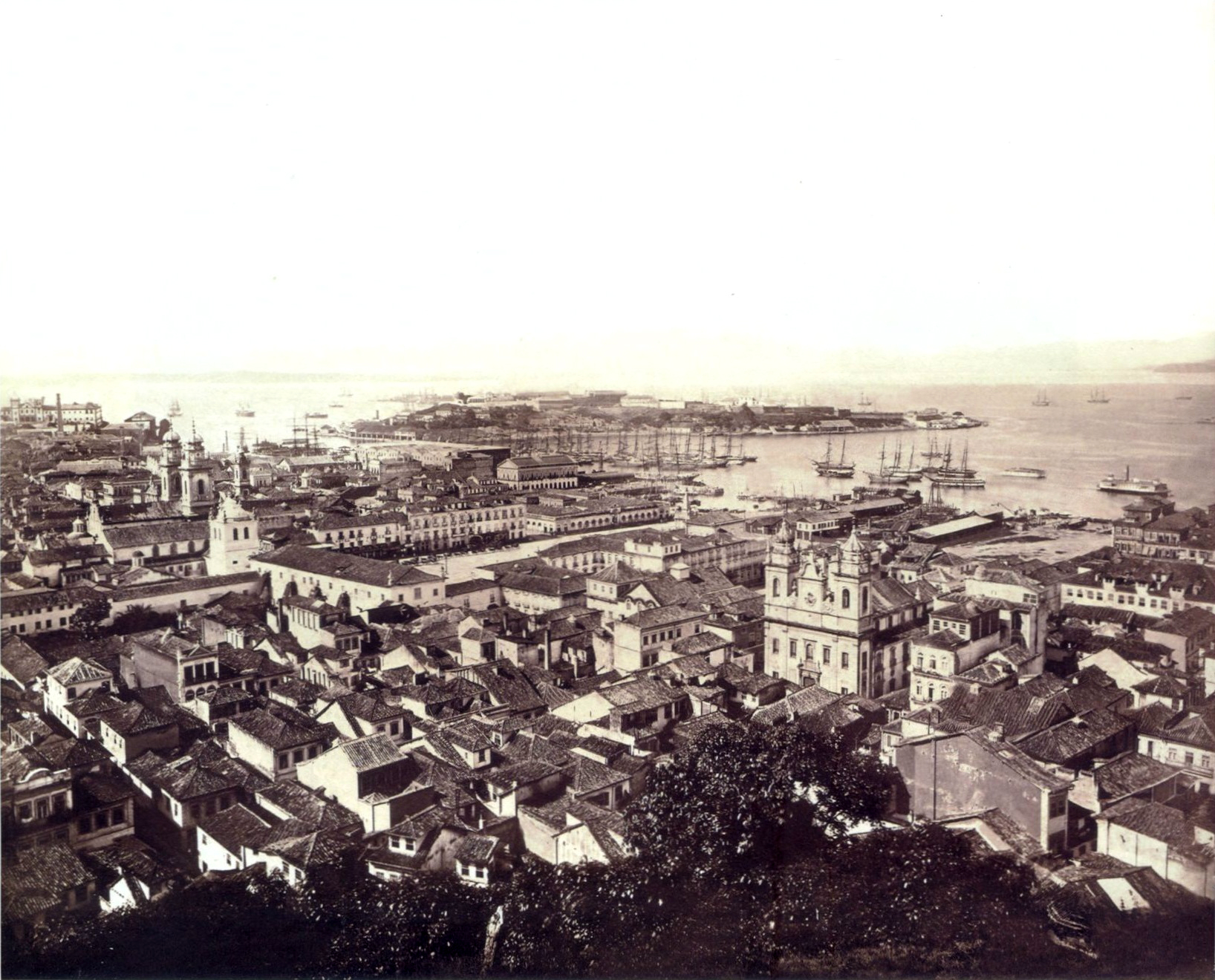
Rio de Janeiro, capital do Império do Brasil, c. 1865

O desenvolvimento do assunto no Uruguai foi vigiado de perto pelo Império do Brasil, que tinha interesses vitais na bacia do rio da Prata. Após Rosas cair em 1852, o Brasil tornou-se a potência regional dominante. Sua política externa incluía a subscrição secreta dos partidos de oposição no Uruguai e na Argentina, impedindo que governos fortes pudessem ameaçar a posição estratégica do Brasil na área. Empresas bancárias e comerciais brasileiras também tinham empreendimentos na área, promovendo laços na região. No Uruguai, o banco dirigido por Irineu Evangelista de Sousa (então Barão e depois Visconde de Mauá) tornou-se tão fortemente envolvido em empreendimentos comerciais que a economia dependia desta fonte contínua de fluxo de capital.
Cerca de 18 por cento (40 000) da população uruguaia (220 000) falavam português e se consideravam brasileiros, e não uruguaios. Muitos dentro das linhas de soldados de Flores eram brasileiros, alguns vindos da província brasileira vizinha do Rio Grande do Sul. A vida ao longo da fronteira entre o Rio Grande do Sul e o Uruguai era muitas vezes caótica, com as hostilidades em erupção entre os partidários de vários barões do gado, abigeato e assassinatos aleatórios. Grandes proprietários de terra em ambos os lados da fronteira há muito estavam em antagonismo com as políticas de Berro. O presidente uruguaio tentou taxar o gado vindo do Rio Grande do Sul, além de impor restrições sobre o uso de escravos brasileiros no território uruguaio; a escravidão havia sido banida no Uruguai anos antes.
Entre os barões de terras brasileiros estavam David Canabarro e Antônio de Sousa Neto, ambos aliados de Flores e ex-rebeldes separatistas durante a Guerra Farroupilha, que tinha devastado o Rio Grande do Sul de 1835 até 1845. Canabarro, um comandante militar de fronteira, enganou o governo do Brasil, negando que os brasileiros estivessem cruzando a fronteira para se juntar a Flores. Sousa Neto foi à capital do Brasil para solicitar a intervenção imediata do governo no Uruguai, alegando que os brasileiros estavam sendo assassinados e suas fazendas roubadas. O "fato de que os cidadãos uruguaios tinham tanto reivindicações válidas contra o Brasil quanto os brasileiros tinham contra o Uruguai foi ignorado", disse o historiador Philip Raine. Embora Sousa Neto tivesse laços com o partido político do governo, suas reivindicações, inclusive de que ele poderia reunir uma força de 40 000 homens para invadir o Uruguai, não foram levadas a sério por todos. A crise uruguaia chegou em um momento difícil para o Brasil, que estava à beira de uma guerra com o Império Britânico, por razões não relacionadas. O governo do Brasil decidiu intervir no Uruguai, com medo de mostrar qualquer fraqueza em face de um conflito iminente com a Grã-Bretanha, e acreditando que seria melhor para o governo central assumir a liderança, em vez de permitir que os fazendeiros brasileiros na fronteira decidissem o curso dos acontecimentos.

## Primeiros compromissos

### Ultimato brasileiro

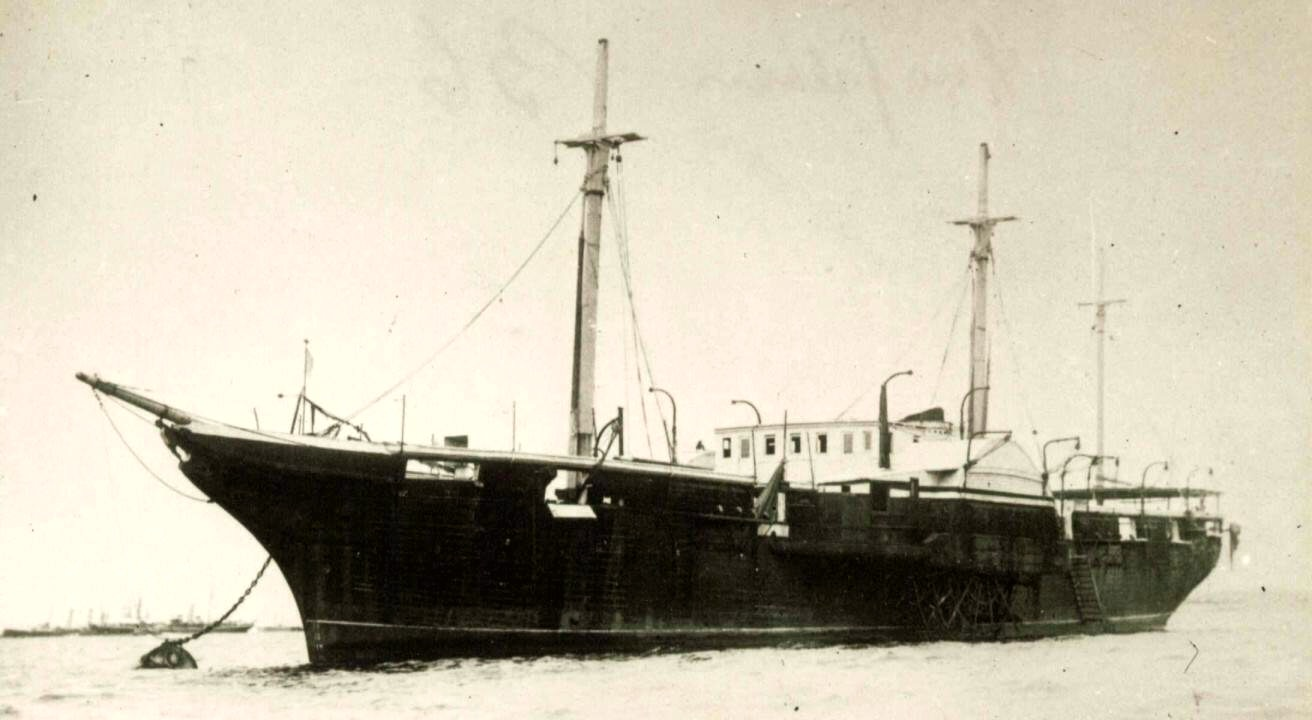
A fragata a vapor Amazonas serviu como parte da frota naval brasileira durante a guerra

Em 1º de março de 1864, o mandato de Berro terminou. A guerra civil em curso impedia as eleições, portanto Atanasio Aguirre, presidente do senado uruguaio e membro da Amapolas (a ala radical do Partido Blanco) substituiu Berro, de forma interina. Em abril, José Antônio Saraiva foi nomeado Ministro Plenipotenciário pelo governo brasileiro e encarregado de chegar rapidamente a um acordo que resolvesse as reivindicações do Brasil e garantisse a segurança dos cidadãos brasileiros. Seu foco logo mudou de satisfazer condições do Brasil para um objetivo mais imediato de acertar um acordo entre os antagonistas na guerra civil, com a expectativa de que apenas um regime mais estável seria capaz de chegar a um acordo com o Brasil.
O governo de Montevidéu foi inicialmente relutante em considerar as propostas da Saraiva. Com o apoio do Paraguai, ele viu pouca vantagem em negociar um fim à guerra civil ou na tentativa de cumprir as exigências do Brasil. O fator principal, como o historiador Jeffrey D. Needell resumiu, foi de que o "presidente uruguaio havia recusado a solução, particularmente porque os brasileiros cujas queixas estavam em causa eram aliados de Venancio Flores, um cliente dos argentinos, e um homem que estava em busca de sua derrubada." A inimizade mútua entre o Brasil e seus vizinhos hispano-americanos agravou as dificuldades, resultado de uma longa desconfiança e rivalidade entre a Espanha e Portugal, que tinham sido transferidos para as suas ex-colônias americanas. Brasil e Uruguai nutriam aversão um pelo outro; como Robert Bontine Cunninghame Graham colocou: "os brasileiros tomando os uruguaios como selvagens sanguinários, e os uruguaios retribuindo com sua aversão pela pouca aptidão para a guerra dos brasileiros, a quem chamavam de macacos, e olhavam de cima para o seu sangue misturado".
Por fim, em julho de 1864, a diplomacia persistente de Saraiva moveu o governo uruguaio a concordar com as conversas de mediação que incluíram Edward Thornton (o ministro britânico residente em Buenos Aires), o ministro argentino das relações exteriores, Rufino de Elizalde e o próprio Saraiva. Inicialmente, as negociações pareciam promissoras, mas logo atolaram. Em 4 de agosto, convencidos de que o governo, em Montevidéu não estava disposto a trabalhar em direção a um acordo, Saraiva frustrado deu um ultimato, que os uruguaios rejeitaram. Em 10 de agosto, o ministro brasileiro informou a Aguirre que os comandantes militares brasileiros receberiam ordens para começar a retaliação, marcando o início da guerra.

### Aliança com colorados rebeldes

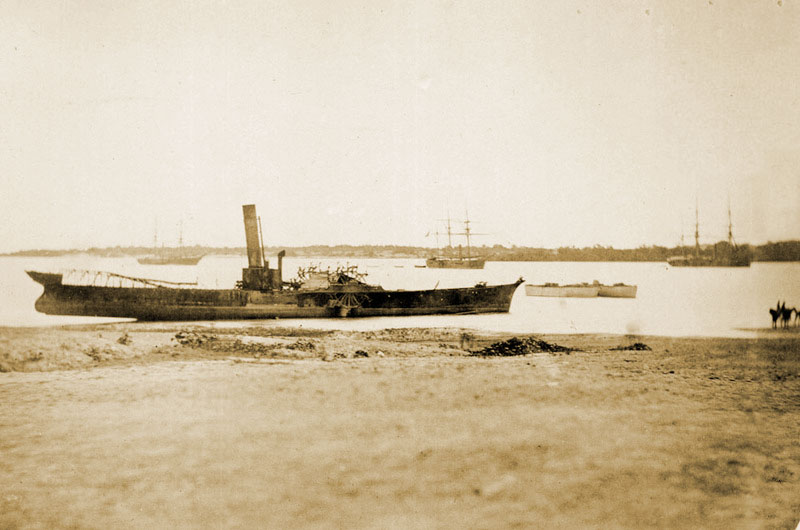
O navio a vapor uruguaio Villa del Salto depois que encalhou e foi incendiado por sua tripulação

Sob as ordens do vice-almirante Joaquim Marques Lisboa (depois Barão de Tamandaré), a frota brasileira estava estacionada em águas territoriais uruguaias. A força naval era composta de doze navios a vapor: uma fragata, seis corvetas e cinco canhoneiras. Em 11 de agosto de 1864, Tamandaré, como comandante-em-chefe das forças navais e terrestres brasileiras na guerra, recebeu ordens de Saraiva para iniciar as operações de retaliação. Navios de guerra brasileiros foram mobilizados para as cidades uruguaias de Salto, Paysandú e Maldonado para "proteger indivíduos brasileiros". E os únicos navios de guerra do Uruguai, os pequenos vapores Villa del Salto e General Artigas, seriam neutralizados. Quando Tamandaré exigiu que estes navios a vapor permanecessem em suas docas, apenas a tripulação do General Artigas obedeceu.
Tamandaré criou um comando naval atribuído ao capitão de mar e guerra Francisco Pereira Pinto (mais tarde Barão de Ivinhema). Composta por duas corvetas e uma canhoneira, a divisão foi enviada para patrulhar o rio Uruguai, um afluente do Rio da Prata e parte da região platina. Em 24 de agosto, Pereira Pinto avistou o Villa del Salto, que estava levando tropas para lutar contra os colorados. O Villa del Salto ignorou tiros de advertência e uma demanda para se render; depois de fugir desesperadamente dos navios de guerra brasileiros, ele escapou para águas argentinas. Esta primeira batalha da guerra levou o governo uruguaio a cortar todos os laços diplomáticos com o Brasil em 30 de agosto. Em 7 de setembro, Pereira Pinto encontrou novamente o Villa del Salto, que velejava de Salto a Paysandú. As duas corvetas brasileiras atacaram o navio uruguaio, que novamente tentou fugir para a Argentina. A batalha terminou quando o Villa del Salto encalhou perto de Paysandú, onde sua tripulação ateou fogo a ele para evitar que caísse em mãos brasileiras. Enquanto isso, o General Artigas havia sido vendido para evitar a sua captura pelos brasileiros.
Para Flores, operações militares do Brasil contra o governo blanco representaram uma oportunidade inestimável, já que ele tinha sido incapaz de alcançar resultados duradouros durante a rebelião. Entrou em conversações com Saraiva, acabando por convencer o governo brasileiro, depois de prometer atender às reivindicações recusadas pelo governo blanco. O ministro plenipotenciário brasileiro deu instruções a Tamandaré para formar uma ofensiva conjunta com o líder colorado e derrubar os blancos. Em 20 de outubro, depois de uma troca rápida de cartas, Flores e o vice-almirante brasileiro formaram uma aliança secreta.

## Ofensiva conjunta do Colorado–Brasil

### Cercos de cidades uruguaias

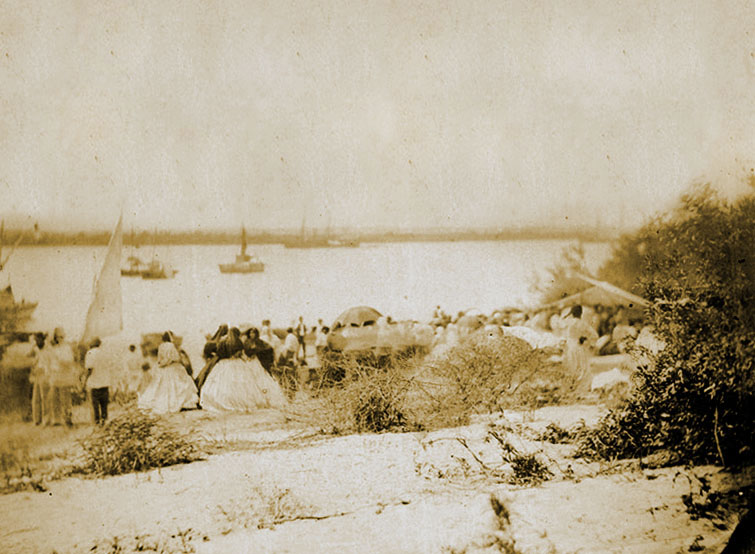
Os civis partindo de Paysandú durante o cerco de 1864

A frota naval brasileira no Uruguai deveria trabalhar em conjunto com uma força terrestre brasileira. Mas meses se passaram, e o "Exército do Sul" (chamado de "Divisão de Observação", até o ultimato) estacionado em Piraí Grande (no Rio Grande do Sul) ainda não estava pronto para cruzar o território uruguaio. Seus principais objetivos eram a ocupação das cidades uruguaias de Paysandú, Salto e Melo; uma vez tomadas, elas deveriam ser entregues a Flores e seus colorados.
Em 12 de outubro, uma brigada liderada pelo brigadeiro José Luís Mena Barreto separou-se do exército principal. Dois dias depois, perto da cidade brasileira de Jaguarão, a força invadiu o departamento uruguaio de Cerro Largo. Como as escaramuças não conseguiram deter a sua marcha, os blancos abandonaram Melo, e a brigada entrou nesta capital de Cerro Largo sem oposição, em 16 de outubro. Depois de entregar o controle de Melo aos colorados uruguaios, os brasileiros se retiraram em 24 de outubro, para se reunirem ao seu Exército do Sul. A próxima meta brasileira era Salto. Pereira Pinto enviou dois navios de guerra sob o primeiro-tenente Joaquim José Pinto para bloquearem a cidade. Em 24 de novembro, Flores chegou com suas tropas e começou o cerco. O coronel José Palomeque, comandante da guarnição do Uruguai, rendeu-se quase sem disparar um tiro, na tarde de 28 de novembro. O exército de Flores capturou e incorporou quatro peças de artilharia e 250 homens; 300 colorados e 150 brasileiros foram deixados para trás para ocupar Salto.
Paysandú, a última meta brasileira, já estava sob bloqueio por Pereira Pinto. Tamandaré, que estava em Buenos Aires até este ponto, assumiu o comando do bloqueio em 3 de dezembro. Ela foi executada por uma corveta e quatro canhoneiras. A cidade estava guarnecida por 1 274 homens e 15 canhões, sob o comando do coronel Leandro Gómez. Flores, que tinha vindo de Salto, liderou uma força de 3 000 homens, em sua maioria de cavalaria. Ele investiu contra Paysandú, com 800 soldados de infantaria, 7 canhões (3 dos quais foram saqueados), e um destacamento adicional de 660 brasileiros. Gómez recusou a oferta de se render. De 6 a 8 de dezembro, os brasileiros e colorados fizeram tentativas para invadir a cidade, avançando pelas ruas, mas não foram capazes de capturá-la. Tamandaré e Flores optaram por esperar a chegada do Exército do Sul. Enquanto isso, Aguirre tinha enviado o general Juan Sáa com 3 000 homens e 4 canhões para aliviar a cidade sitiada, forçando os brasileiros e colorados a levantarem brevemente o cerco ao lidar com esta nova ameaça. Sáa abandonou seu avanço antes de encontrar a força inimiga e fugiu para o norte do rio Negro.

### Exército do Sul em Paysandú

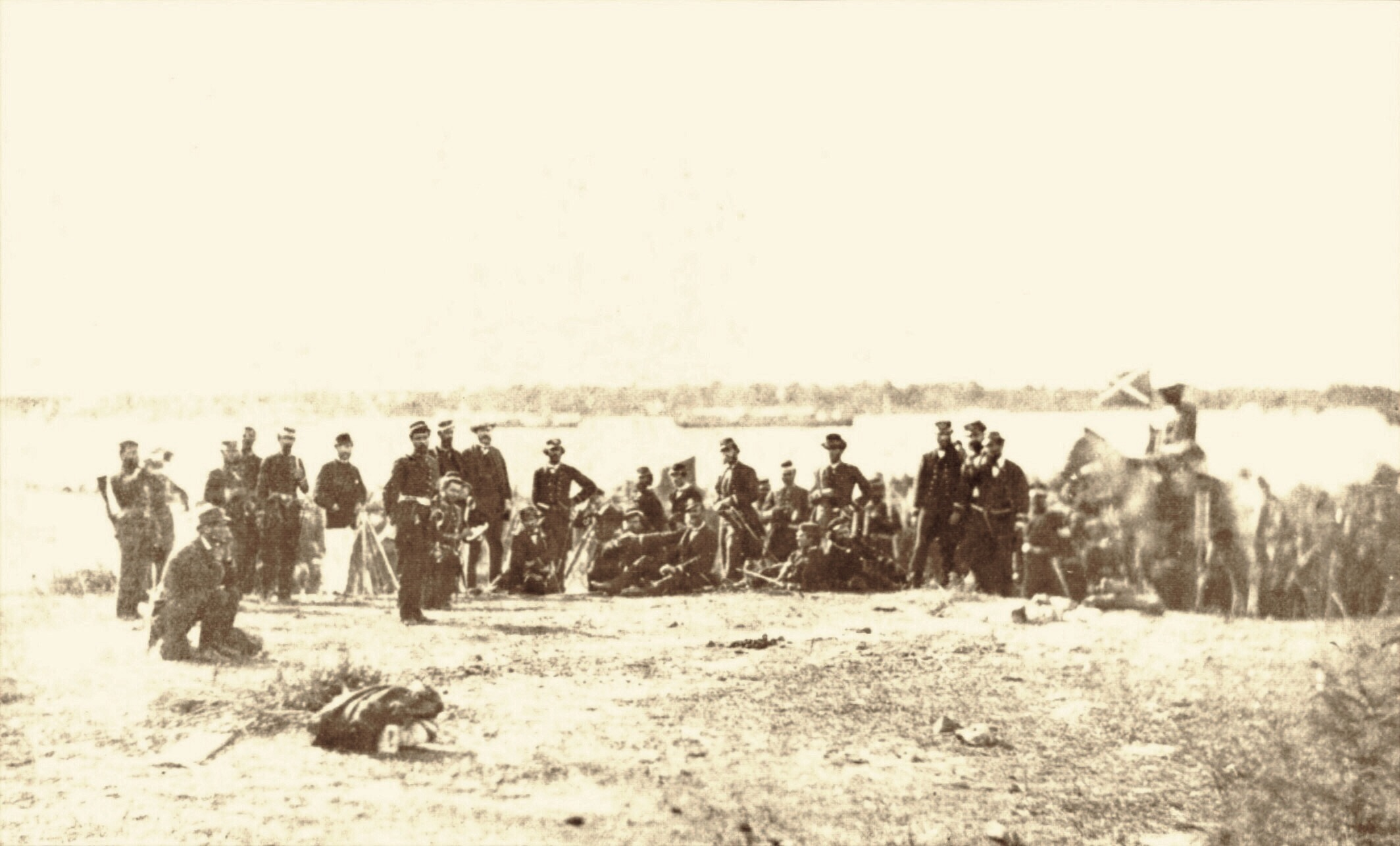
Tropas da marinha e exército brasileiro durante o cerco de Paysandú, 1865

Mais do que a demonstração de força que havia sido prevista pelo governo brasileiro, a guerra revelou a falta de prontidão militar do império. O Exército do Sul, estacionado em Piraí Grande, foi comandado pelo marechal de campo João Propício Mena Barreto (mais tarde Barão de São Gabriel), com duas divisões. A 1ª Divisão, sob o brigadeiro Manuel Luís Osório (mais tarde Marquês de Erval), era formada por unidades do exército regular. A 2ª Divisão, sob o brigadeiro José Luís Mena Barreto (que já havia retornado de seu ataque a Melo), era composta inteiramente de guardas nacionais. Ao todo, ele contava apenas 5 711 homens — todos (exceto alguns oficiais) nativos do Rio Grande do Sul. O exército estava mal preparado para operações de cerco: não trouxeram nenhum engenheiro (que poderia direcionar a construção de trincheiras); estavam mal equipados, faltavam até mesmo machadinhas (necessárias para cortar cercas, quebrar portas e escalar paredes); e seus 12 canhões (uma mistura de La Hitte e Paixhans) eram de calibres pequenos, inadequados para atacar fortificações.

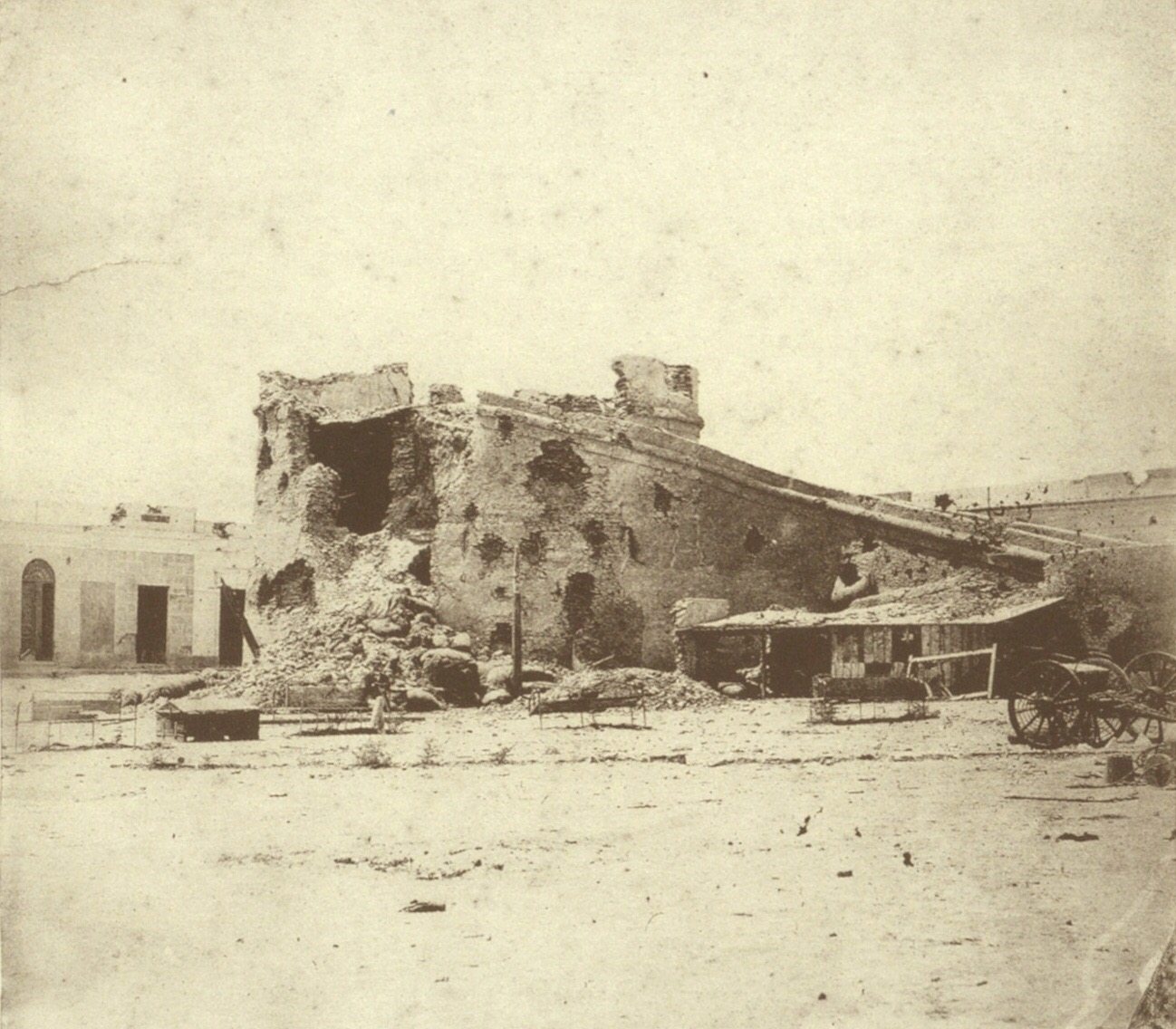
A fortaleza da cidade de Paysandú após o cerco em 1865

Em 1º de dezembro, quase quatro meses após Saraiva apresentar o ultimato, o Exército do Sul invadiu o Uruguai. Suas tropas foram acompanhadas por uma unidade da milícia semi-independente, composta por não mais que 1 300 cavaleiros gaúchos brasileiros, sob o ex-farroupilha Antônio de Sousa Neto. As forças com 7 011 homens (com 200 carroças de abastecimento) marcharam pelo território uruguaio sem oposição, indo em direção a Paysandú, no sudoeste. Os grupos desorganizados e indisciplinados de gaúchos, que formavam os exércitos de blancos e colorados, não eram páreo para as tropas brasileiras. Os gaúchos uruguaios "tinham experiência de combate, mas nenhum treinamento e estavam mal armados exceto pelos habituais mosquetes, boleadeiras e facões'", observou o historiador Thomas L. Whigham. "Eles [os gaúchos uruguaios] raramente possuíam armas de fogo", disse Cunninghame Graham, "ou se por acaso eles possuíssem um par de pistolas longas montadas em bronze ou um bacamarte de pederneira, estava, em geral, sem condições de uso. Por outro lado, um pouco de treinamento fazia deles adversários formidáveis com o sabre e a lança".
O marechal-de-campo João Propício Mena Barreto chegou a Paysandú em 29 de dezembro com duas brigadas de infantaria e um regimento de artilharia sob o tenente-coronel Emílio Luíz Mallet (mais tarde Barão de Itapevi). A cavalaria do Exército do Sul estabeleceu seu acampamento a poucos quilômetros de distância. Enquanto isso, Gómez decapitou quarenta colorados e quinze presos brasileiros e "pendurou suas cabeças ainda pingando acima de suas trincheiras, à vista dos seus compatriotas." Em 31 de dezembro, os brasileiros e colorados recomeçaram seu ataque e invadiram as defesas da cidade, depois de uma luta amarga em 2 de janeiro de 1865. Os brasileiros capturaram Gómez e o entregaram aos colorados. O coronel Gregorio "Goyo" Suárez baleou Gómez e três de seus oficiais. Segundo Whigham, "as ações de Suárez não foram realmente inesperadas, pois vários membros de sua família próxima tinham sido vítimas da ira de Gómez contra os colorados".

## Capitulação dos blancos

### Outras operações

Movimentos do Exército Brasileiro na Guerra do Uruguai

Em 12 de novembro de 1864, após a queda de Salto e antes do cerco de Paysandú, o ditador paraguaio Solano López apreendeu o navio brasileiro Marquês de Olinda, o que foi considerado pelo governo brasileiro como um ato de guerra e deu origem à Guerra do Paraguai ou Guerra da Tríplice Aliança. Enquanto o Exército do Sul cruzava o Uruguai indo em direção a Paysandú, o governo do Brasil enviou José Maria da Silva Paranhos (mais tarde Visconde de Rio Branco) para substituir Saraiva. Ele chegou à capital argentina de Buenos Aires em 2 de dezembro e, alguns dias depois, procurou uma aliança formal com Mitre contra os blancos. O presidente argentino recusou, insistindo que nem ele nem seu governo tinham qualquer papel na rebelião de Flores, e que a Argentina permaneceria neutra. Em 26 de dezembro, os paraguaios invadiram a província de Mato Grosso, devastando cidades e zonas rurais.
À medida que a situação se deteriorava, o governo brasileiro mobilizou unidades do exército de outras regiões do Império. Em 1º de janeiro de 1865, uma brigada (composta por dois batalhões de infantaria e um batalhão de artilharia), com 1 700 homens da província do Rio de Janeiro desembarcou e ocupou a cidade uruguaia de Fray Bentos. Paranhos e Tamandaré encontraram-se com Flores na cidade uruguaia e decidiram lançar um ataque combinado contra Montevidéu. Era evidente que os paraguaios levariam muito tempo para chegar ao Uruguai e nenhuma ajuda viria de Urquiza e seus federalistas argentinos. Cada vez mais isolado, Aguirre esperava que as potências estrangeiras pudessem intervir, mas quando, em 11 de janeiro, ele perguntou ao corpo diplomático em Montevidéu se seus países iriam prestar assistência militar a ele e seu governo, não teve respostas positivas. João Propício Mena Barreto partiu de Fray Bentos, em 14 de janeiro, com a infantaria brasileira, com destino a um ponto de apoio próximo à foz do Rio Santa Lucía, perto de Montevidéu. No caminho, ocupou a cidade uruguaia de Colônia do Sacramento e deixou-a guarnecida com 50 soldados.
A cavalaria e artilharia foram colocadas sob Osório e partiram por terra. Eles se encontraram com João Propício Mena Barreto e a infantaria no seu local de parada. A partir daí, o Exército do Sul reunido marchou sobre Montevidéu. Em 31 de janeiro, o Brasil e os colorados sitiaram a capital uruguaia. Entretanto, em 19 de janeiro, Paranhos tentou esclarecer a natureza das operações brasileiras contra os blancos. Ele emitiu notas ao corpo diplomático estrangeiro em Buenos Aires declarando que existia um estado de guerra entre o Brasil e o Uruguai. Até então, não tinha havido nenhuma declaração formal de guerra e as operações militares do império no Uruguai, desde agosto de 1864, tinham sido "represálias" menores — o termo vago usado pela diplomacia brasileira desde o ultimato.

### Armistício

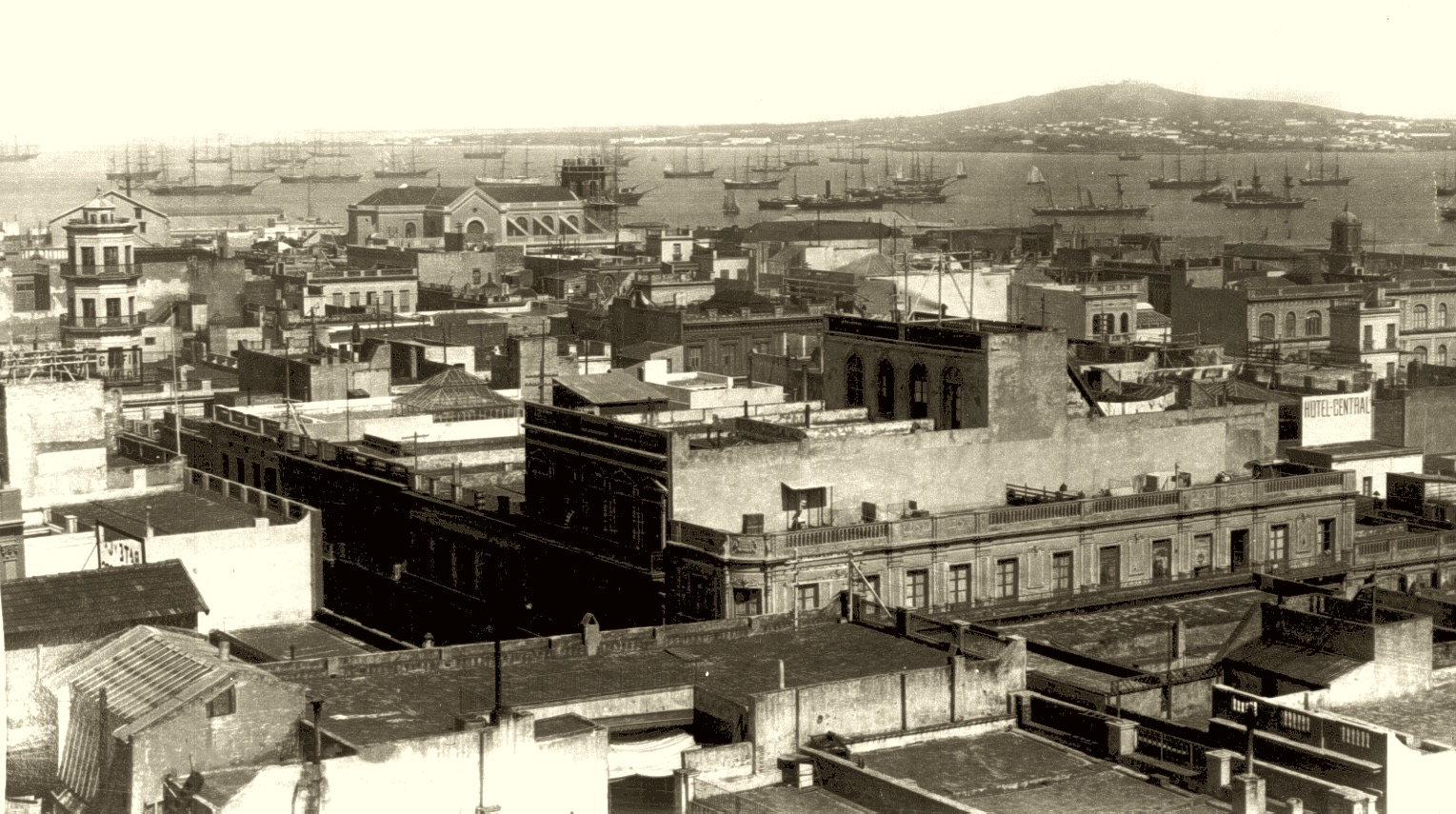
Montevidéu, capital do Uruguai, em 1865

Em uma tentativa de desviar a atenção do Brasil a partir do cerco da capital, o governo blanco ordenou ao "Exército Vanguarda da República do Uruguai", composto por 1 500 homens sob o general Basilio Muñoz, para invadir terras brasileiras. Em 27 de janeiro de 1865, Muñoz cruzou a fronteira e trocou tiros com 500 cavaleiros de unidades da Guarda Nacional do Brasil. Os brasileiros se retiraram para a cidade de Jaguarão, onde se juntaram a 90 soldados de infantaria também da Guarda Nacional, e trincheiras construídas às pressas. Havia também dois navios pequenos e um outro grande navio, cada um equipado com uma peça de artilharia, para proteger Jaguarão. O exército blanco atacou a cidade na batalha do Jaguarão, mas foi repelido. Muñoz estabeleceu um breve cerco e ordenou ao coronel Manuel Pereira Vargas (o comandante da guarnição brasileira) para se render, porém sem efeito. Na madrugada de 28 de janeiro, Muñoz recuou com seus homens ao Uruguai, saqueando propriedades e capturando todos os escravos que pudesse encontrar.
Em 2 de fevereiro, Tamandaré declarou aos diplomatas estrangeiros que Montevidéu estava sob cerco e bloqueio. A capital uruguaia era defendida por cerca de 3 500 a 4 000 homens armados com pouca ou nenhuma experiência de combate e 40 peças de artilharia de diversos calibres. Em 16 de fevereiro, o Exército do Sul foi reforçado por 1 228 homens do 8º Batalhão de Caçadores que chegaram da província da Bahia, elevando seus números a 8 116 homens. Sousa Neto e seus gaúchos haviam se separado da força principal semanas antes de Muñoz e seu exército prosseguiu. Cidadãos britânicos e franceses foram evacuados para Buenos Aires. O "êxodo geral de estrangeiros que fugiram levou aqueles que permaneceram em Montevidéu a sentirem o terror pela primeira vez. Todos concordaram que um ataque em grande escala contra a cidade não poderia ser adiado." No entanto, nem Paranhos nem o seu governo estavam dispostos a arriscar a destruição de Montevidéu e enfrentar o clamor inevitável de outras nações que se seguiria.
Em 15 de fevereiro, o mandato de Aguirre expirou. Contra a vontade dos Amapolas, o moderado Tomás Villalba foi eleito pelo Senado para substituir o presidente. Tropas francesas, italianas e espanholas desembarcaram em Montevidéu, a pedido de Villalba, para dissuadir os blancos radicais de tentar um golpe para retomar o poder. Villalba entrou em conversações com Flores e Paranhos. Com o ministro residente italiano Raffaele Ulisse Barbolani servindo como intermediário, foi alcançado um acordo. Flores e Manuel Herrera y Obes (representando o governo de Villalba) assinaram um acordo de paz em 20 de fevereiro, na Villa de la Unión. A anistia geral foi concedida tanto a blancos quanto a colorados, e Villalba passou a presidência para Flores em caráter provisório até que eleições pudessem ser realizadas.

## Consequências

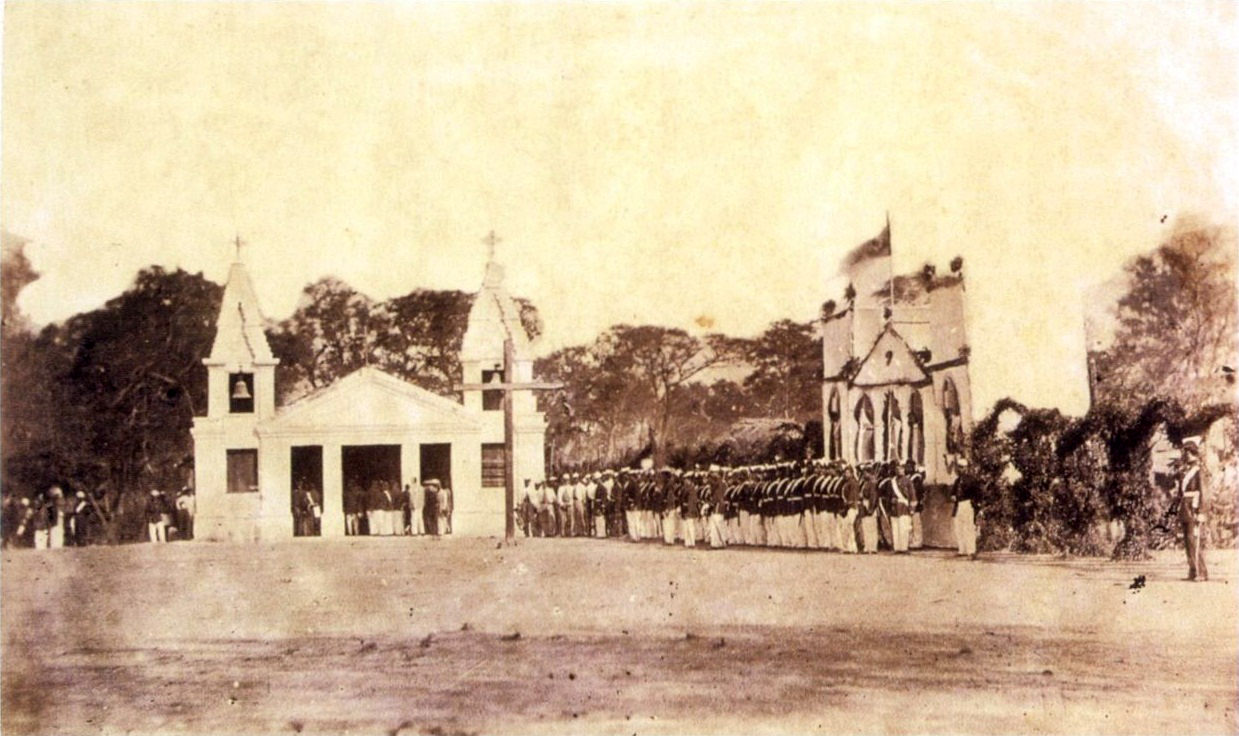
Tropas brasileiras no Rio Grande do Sul indo ao teatro de operações na Guerra do Paraguai

No início de março, Flores montou um gabinete composto inteiramente de colorados, entre eles um irmão do blanco Leandro Gómez. O novo presidente uruguaio retirou de departamentos governamentais os funcionários com associação com fusionistas ou blancos. Todos os oficiais e homens alistados do partido foram retirados do exército e substituídos por colorados e legalistas brasileiros que permaneceram com Flores durante todo o conflito. Comemorações públicas glorificaram os colorados e um monumento dedicado aos "Mártires de Quinteros" foi erguido. Os custos da Cruzada Libertadora são desconhecidos. As perdas de Flores ascenderam a cerca de 450 mortos e feridos; não há estimativas sobre o número de civis que morreram de fome e doenças, nem se sabe quanto de dano foi suportado pela economia nacional. Os efeitos da Guerra do Uruguai têm recebido pouca atenção por parte dos historiadores, que foram levados a se concentrarem na devastação dramática sofrida pelo Paraguai na subsequente Guerra da Tríplice Aliança.
Notícias do fim da guerra foram trazidas por Pereira Pinto e recebidas com alegria no Rio de Janeiro. O imperador brasileiro Dom Pedro II se viu cercado por uma multidão de milhares de pessoas nas ruas em meio à aclamação. Porém a opinião pública rapidamente mudou para pior, quando os jornais começaram a circular com histórias que pintaram o acordo de 20 de fevereiro como prejudicial para os interesses brasileiros, sendo o gabinete responsabilizado. O recém-promovido Visconde de Tamandaré e Mena Barreto (agora Barão de São Gabriel) haviam apoiado o acordo de paz. Tamandaré mudou de ideia logo depois e confirmou as alegações. Paranhos (um membro do partido de oposição) foi usado como bode expiatório pelo imperador e o governo e caiu em desgraça para a capital imperial. Eventos subsequentes mostraram que a acusação era infundada. Paranhos não só tinha conseguido resolver todas as reivindicações brasileiras, como, ao evitar a morte de milhares de pessoas, ganhou um aliado uruguaio disposto e agradecido, não uma nação duvidosa e ressentida — um aliado que forneceu ao Brasil uma importante base de operações durante a guerra com o Paraguai que se seguiu.
A vitória trouxe resultados mistos para o Brasil e Argentina. Como o governo brasileiro esperava, o conflito teve uma vida curta e foi um caso relativamente fácil que levou à instalação de um governo amigo no Uruguai. As estimativas oficiais incluíram 549 baixas da marinha e do exército no campo de batalha (109 mortos, 439 feridos e um desaparecido) e um número desconhecido que morreu de doença. O historiador José Bernardino Bormann colocou o total de baixas em 616 (204 mortos, 411 feridos e um desaparecido). A guerra teria sido considerada um sucesso extraordinário para o Brasil, se não fosse por suas terríveis consequências. Em vez de demonstrar força, o Brasil revelou fraqueza militar que um Paraguai encorajado procurou explorar. Do ponto de vista argentino, a maioria das expectativas de Bartolomé Mitre foram frustradas pelo resultado da guerra. Ele tinha conseguido trazer ao poder seu amigo e aliado, mas o risco e custos mínimos à Argentina que ele tinha imaginado no início provaram ser ilusórios. O ataque resultante pelo Paraguai em províncias brasileiras e argentinas provocou a longa e devastadora Guerra do Paraguai.